# Kana Itō

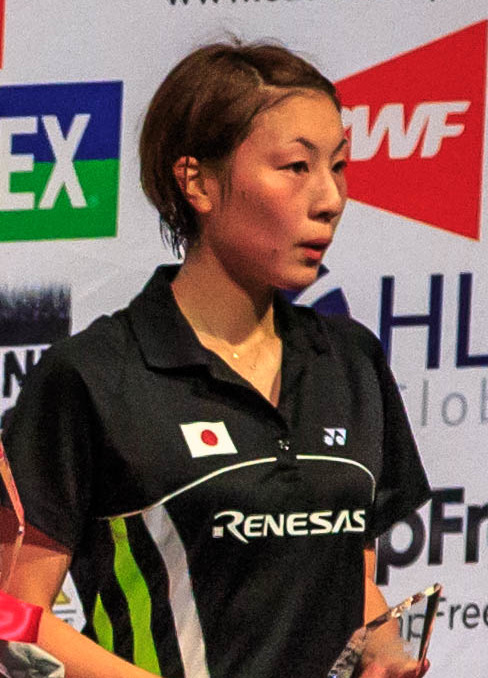
Kana Itō, 2014

Kana Itō (jap. 伊東可奈, Itō Kana; * 15. September 1985) ist eine japanische Badmintonspielerin. 

## Karriere
Kana Itō wurde 2008 Dritte im Damendoppel mit Mami Naito bei den Australian Open. 2010 siegte sie bei den Polish International im Dameneinzel.
Sie spielt für die Werksmannschaft von Renesas Semiconductor Kyūshū/Yamaguchi, einer Tochter von Renesas Electronics.

## Sportliche Erfolge
| Saison | Veranstaltung         | Disziplin   | Platz | Name                  |
| ------ | --------------------- | ----------- | ----- | --------------------- |
| 2008   | Australia Open        | Damendoppel | 3     | Kana Itō / Mami Naito |
| 2010   | Polish International  | Dameneinzel | 1     | Kana Itō              |
| 2014   | New Zealand Open      | Dameneinzel | 2     | Kana Itō              |
| 2015   | Vietnam International | Dameneinzel | 1     | Kana Itō              |